# Museerne i Brønderslev Kommune
Museerne i Brønderslev Kommune består af Dorf Møllegård og Vildmosemuseet, og er et statsanerkendt kulturhistoriske museer i Brønderslev Kommune, der fortæller historien om landboliv, Vildmosen og tørvegravning og livet på en møllegård med en vind- og vandmølle.

## Dorf Møllegård
Tæt på Try Museum ligger Dorf Møllegård, der består af en firlænget møllegård, en vandmølle med rødder tilbage til 1600-tallet og en vindmølle fra 1887, og et sådan anlæg er sjældent i Danmark.
Vandmøllen omtaltes første gang i matriklen i 1664, hvor den hørte under Dronninglund Slot, men i 1833 overgik den til selveje. Møllefamilien boede i vandmøllen, men i 1870'erne byggede mølleren en gård ved møllen, og i 1887 kom en hollandsk vindmølle til anlægget. Den fungerede som hjælpemølle til vandmøllen i tilfælde af tørke, frost og travle perioder.
Det gik godt på gården i Jens Jensens ejertid (1922-1951), hvor den foretagesomme og indflydelsesrige møller udvidede staldene, byggede et nyt stuehus i Bedre Byggeskik i 1925 og fik sit kvæg præmieret. Han var initiativtager bag Dorf Andelsmejeri, sad i repræsentantskabet for Sæby Slagteri og var meddirektør i Landbosparekassen i Aalborg. I 1951 overtog tre af hans otte børn gården, og de drev den indtil 1990. I dag er hele komplekset og møllesøen bygnings- og naturfredet.

## Vildmosemuseet
Museet ligger i Brønderslev og har til huse på en nedlagt gård. Det fortæller om tørvegravning i Store Vildmose, flystyrt under 2. verdenskrig, håndværk, traktorer m.m. Det var tidligere en selvejende institution drevet af en daglig leder og frivillige, men i 2012 blev det en del af Museerne i Brønderslev Kommune.

## Try Museum
Museet blev grundlagt i 1929 på basis af 2000 genstande indsamlet af en lokal, historieinteresseret mand, Jørgen Nørgård, som havde efterladt dem ved sin død i 1927. Nørgård havde indsamlet oldtidssager, husgeråd og våben. Forstanderen for Try Højskole, Frode Fogt og en tidligere højskoleelev, P. Christensen, blev hovedkræfterne bag oprettelsen af museet. Man opførte en bindingsværksbygning med inspiration fra et tidligere urmagerhus i Ørsø, hvor genstandene blev udstillet. Museet var et udtryk for datidens interesse for landboliv og oldtid[kilde mangler], som fra sidst i 1800-tallet og frem resulterede i, at mange lokal - og købstadsmuseer så dagens lys. Før den tid lå næsten alle museer i København, hvor Nationalmuseet var toneangivende. Den største befolkningsgruppe, bondestandens historie, blev ikke fortalt på museerne tidligere. Det var kongernes og krigenes historie, der blev udfoldet. Med oprettelsen af Try Museum, Glud Museum, De Gamle Huse ved Maribo m.fl. kom det jævne menneskes historie på museum.
Senere opførte man en smedje ved museet, og i begyndelsen af 1990'erne købte museet en gård i nærheden af museet, som har rødder tilbage til 1500-tallet, men som i sin nuværende form er fra 1800- og 1900-tallet. Stuehuset er i bindingsværk, hvilket der ikke er meget tilbage af i Nordjylland og viser de sidste ejeres hjem med inventar fra sidst i 1700-tallet til 1970'erne.
Try Museum var en del af Museerne i Brønderslev Kommune indtil 31. december 2017 - herefter er det overgået til Egnsmindesamlingen for Østvendsyssel. 